# Immortal Souls
«Immortal Souls» (букв. ‘Бессмертные Души’) — финская группа из города Коккола, играющая христианский мелодик-дэт-метал

## История
Группа была образована в декабре 1991 году братьями Аки и Иса Саркиои. Название группы Immortal Souls (Бессмертные души) подразумевало под собой бессмертность души праведника, верующего во Христа. В 1992-м группой был записан первый демо-альбом, а через год — второй — Vision Of Hell. Но оба так и не были выпущены, оставшись лишь в памяти парней как первые шаги к серьёзному творчеству.
В 1994-м к Immortal Souls присоединился барабанщик Энти Нюкури, с которым на студии Music College Studio было записано первая официальное демо — Immortal Souls. Эта кассета была выпущена в продажу ограниченным тиражом в 100 копий. И, хотя у группы появился реальный шанс — начать работать серьёзно, Энти Нюкури покинул состав Immortal Souls.
В течение 1995—1996 Бессмертные Души написали новые песни и сформировали свой музыкальный стиль. В то время, члены группы интересовались дум-металом, И можно сказать, что из-за влияния дума, они сделали запись их наиболее угнетающего и репрессивного альбома под названием Reflections of Doom в ноябре 1996.
Вскоре Immortal Souls подписывают контракт с финским лейблом Little Rose Productions и их музыкальный стиль изменился на быстрый, мелодичный дэд метал, и зимняя лирика в песнях укоренилась как постоянная тема. Их первый альбом с новым стилем был Divine Wintertime, выпущенным в 1998. Альбом получил много оценок среди фанатов метала, и песня «Snow Soul» стала самой лучшей песней Immortal Souls.
В 2000-м в ходе записи дебютного альбома к группе присоединился гитарист Пэтэ Лойза. Параллельно записи полнометражного альбома на студии Studio Watercastle группой был записан EP — The Cleansing.
В 2001-м Immortal Souls выпустили свой дебютный полнометражный альбом Under The Northern Sky, но практически в то же самое время лейбл Little Rose Productions вынуждено прекратил сотрудничество с группой. Какое-то время парням пришлось оставаться на улице, но продолжалось это не долго, поскольку с ними быстро был подписан контракт лейблом Fear dark, уже производившим в свет альбомы Kekal, Slechtvalk и Sympathy.
После долгих туров по Германии, Голландии, Швейцарии, Бельгии и Норвегии в ноябре 2002-го группа отправилась в студию Studio Sonic Pump, начав работу над вторым альбомом Ice Upon The Night. Северной тематики не поубавилось, о чём свидетельствовали даже названия самих песен — Everwinter (Постоянная зима), Welcome To North (Добро пожаловать на север), Edge of the Frost (Морозный край) и Cold Streets (Холодные улицы). Ice Upon The Night прославил группу в Финляндии, и они даже смогли принять участие в опер-аир фестивале Tuska, который ежегодно проходит в Хельсинки. Участниками фестиваля были Dark Tranquillity, Children of Bodom и другие, не менее известные, металл-группы.
После выпуска релиза группа сделала тур по Европе с Sacrificium, Slechtvalk, Crimson Moonlight и Drottnar, а затем отправилась в США и на проходивший там христианский фестиваль Cornerstone. В течение года альбом Ice Upon The Night в Северной Америке разошёлся тиражом в 5.000 копий.
Когда Immortal Souls покинул Юпа Хакола, на его место пришёл Юкка-Пекка Коивисто, но он не смог надолго закрепиться в команде, поскольку был занят, как постоянный участник команды Silent Voices. В результате ему на смену пришёл новый ударник — Юа Кронквист.
В августе 2005-го лейбл Fear Dark выпустил двойной CD — Once Upon A Time In The North, в который были включены, как редкие и раритетные песни Immortal Souls, так и абсолютно новые, а также все песни с релизов Divine Wintertime EP и The Cleansing Ep.
В апреле 2006-го Immortal Souls вместе с Rob Rock, Narnia, Holy Blood, Frosthardr, Inevitable End и другими, были приглашены в качестве хедлайнеров на фестиваль Elements Of Rock, который проводится в Швеции.
В декабре 2006-го Immortal Souls приступили к записи альбома Wintereich, который был закончен в начале 2007-го и вышел на лейбле Dark Balance. На новом альбоме Immortal Souls не изменили своим традициям, благодаря которым многие критики характеризуют их стиль, как winter-metal (зимний металл).

## Дискография
- 1995 — Immortal Souls
- 1997 — Reflections of Doom
- 1998 — Divine Wintertime
- 2000 — The Cleansing EP
- 2001 — Under the Northern Sky
- 2003 — Ice Upon the Night
- 2004 — Ice Upon the Night — US Version
- 2005 — Once Upon a Time in the North
- 2007 — Wintereich
- 2011 — IV: The Requiem For The Art Of Death
- 2015 — Wintermetal

## Состав
- Аки Саркиои — вокал, бас
- Иса Саркиои — соло-гитара
- Пэтэ Лоиза — ритм-гитара
- Юа Кронквист — ударные